# Mawile
Mawile és una de les espècies que apareixen a la franquícia Pokémon. És de tipus acer i tipus fada. Segons GamesRadar+, el disseny d'aquest Pokémon es basa en les futakuchi-onna del folklore japonès.